# William Quiller Orchardson
Sir William Quiller Orchardson (Edimburgo, 27 marzo 1832 – Londra, 13 aprile 1910) è stato un pittore scozzese.

## Biografia

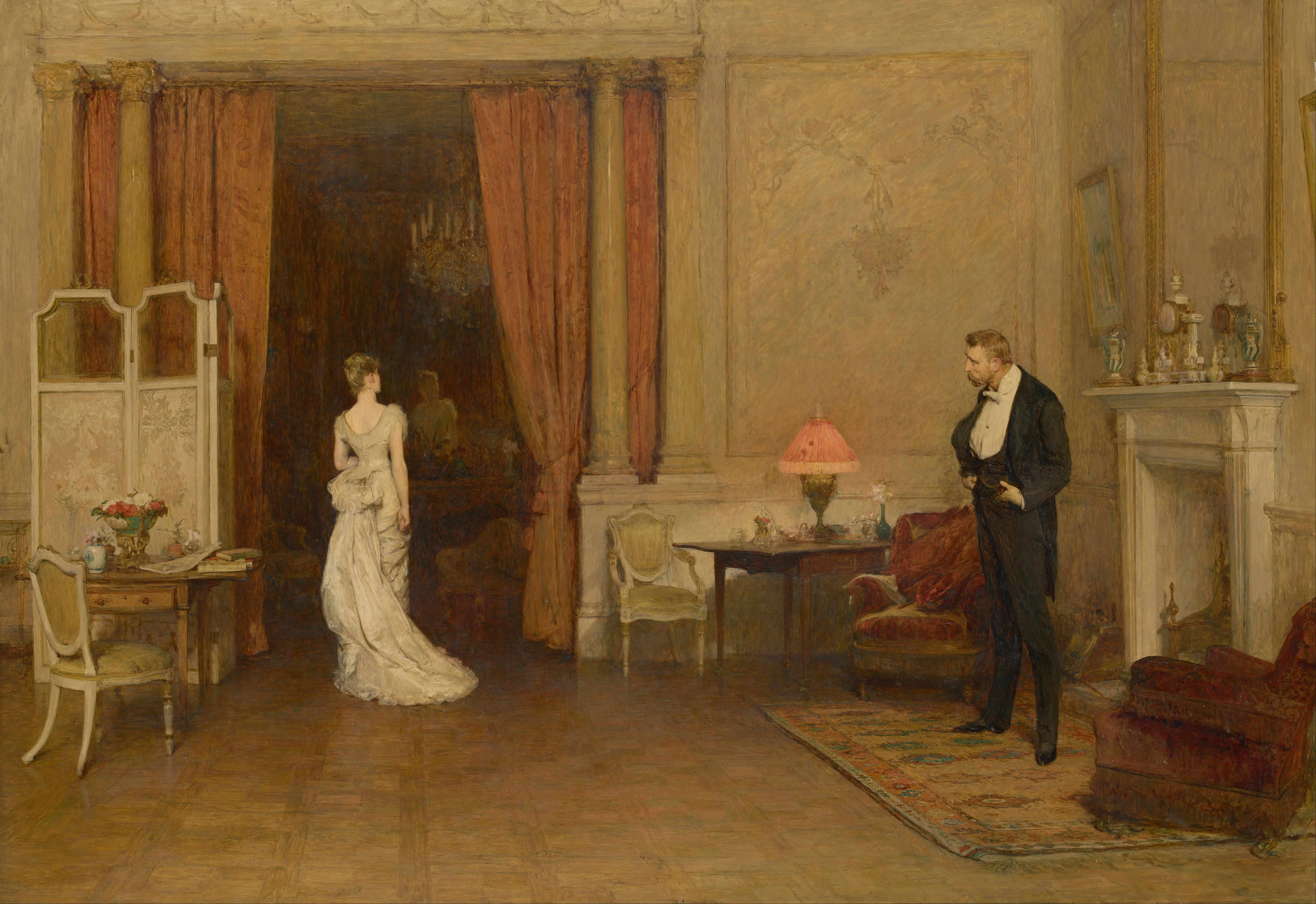
Il primo offuscamento (1887), National Gallery of Victoria

William Quiller Orchardson nacque ad Edimburgo il 27 marzo 1832, unico figlio di Abram Orchardson e di sua moglie Elizabeth Quiller, di origine austriaca.
Studiò a Edimburgo alla Trustees' Academy di Edimburgo dal 1845 al 1857, sotto la guida di Alexander Christie e di Robert Scott Lauder, dove strinse profonde e durature amicizie con altri studenti, dopo di che cominciò a eseguire illustrazioni, sia per il periodico Good Words sia di testi letterari, collaborando ed esponendo con successo per la Royal Scottish Academy; poi dal 1862 si trasferì a Londra, dove condivise una casa e uno studio con il compagno studente John Pettie, e dipinse quadri storici, ritratti e scene di genere ispirate dalla vita di società inglese, soggetti shakespeariani, (Napoleone a bordo del Bellerophon, 1880, Londra, Tate Britain; Primo ballo, 1884, Tate Britain; La voce di sua madre, 1888, Tate Britain), esponendo alla Royal Academy of Arts dal 1863.
Nel 1870 soggiornò a Venezia, dove realizzò numerose opere, tra le quali, La ragazza del mercato del Lido (1870), Lavoratori del mare (1870), Sul Canal Grande (1871), Un venditore di frutta veneziano (1874), Relitti e gettiti (1876), di stile un po' più realistico, anche se aderente ancora alla pittura romantica storico-celebrativa.
Con la maturazione artistica, il suo stile, diventò più elegante, più architettonico nell'uso degli spazi vuoti, più caldo e vivace nelle tonalità coloristiche.
L'8 aprile del 1873 sposò Ellen Moxon, con la quale ebbe sei figli.
Diventò membro accademico nel 1877 e nominato cavaliere nel 1907.
Orchardson è stato un apprezzato pittore narrativo, che ha brillantemente usato il linguaggio del corpo e l'espressione, oltre ai dettagli descrittivi, per comunicare sentimenti e stati d'animo.
William Quiller Orchardson fu un appassionato del tennis, del golf, della caccia, della pesca.

## Opere
- La ragazza del mercato del Lido (1870);
- Lavoratori del mare (1870);
- Sul Canal Grande (1871);
- Un venditore di frutta veneziano (1874);
- Relitti e gettiti (1876);
- Napoleone a bordo del Bellerophon (1880), Tate Britain;
- Primo ballo (1884), Tate Britain;
- Il primo offuscamento (1887), National Gallery of Victoria;
- La voce di sua madre (1888), Tate Britain.

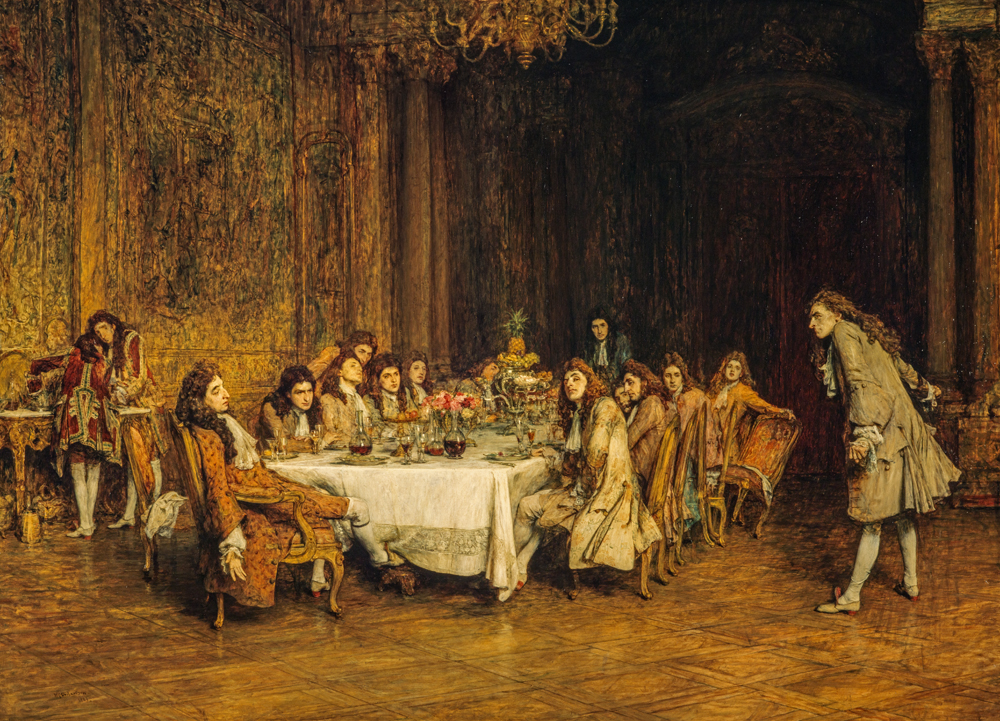
Voltaire (1883), Scottish National Gallery of Modern Art
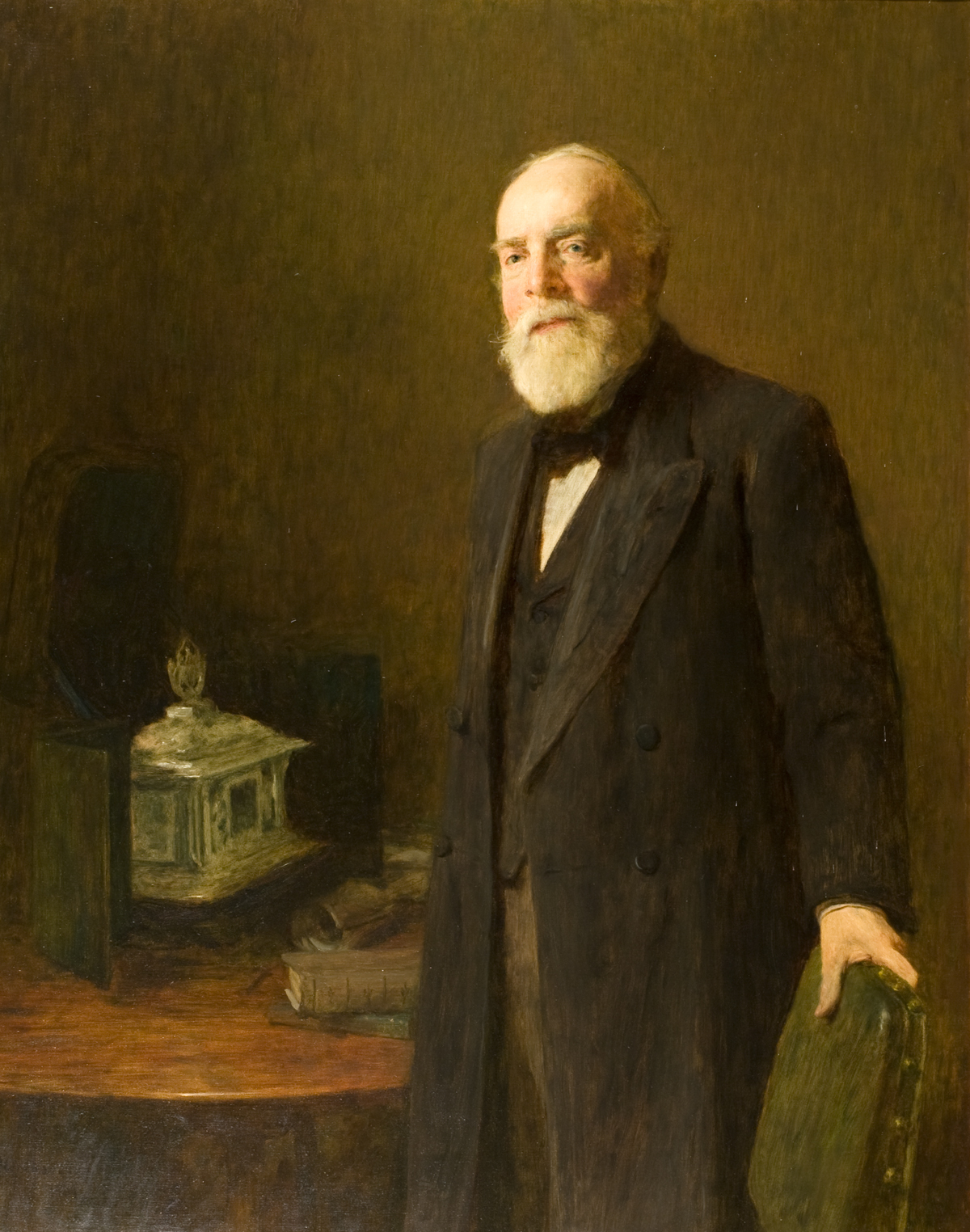
Sir John Leng (1901), Dundee Art Galleries and Museums Collection
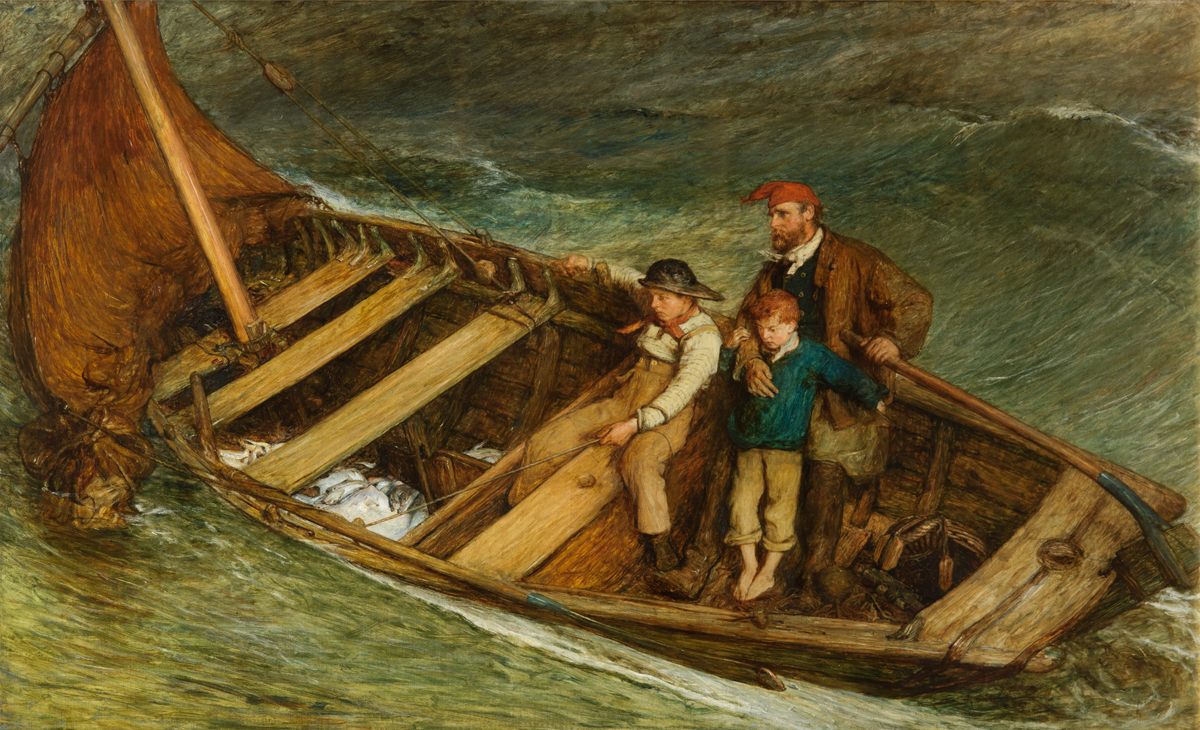
Lavoratori del mare (1870), Aberdeen Art Gallery
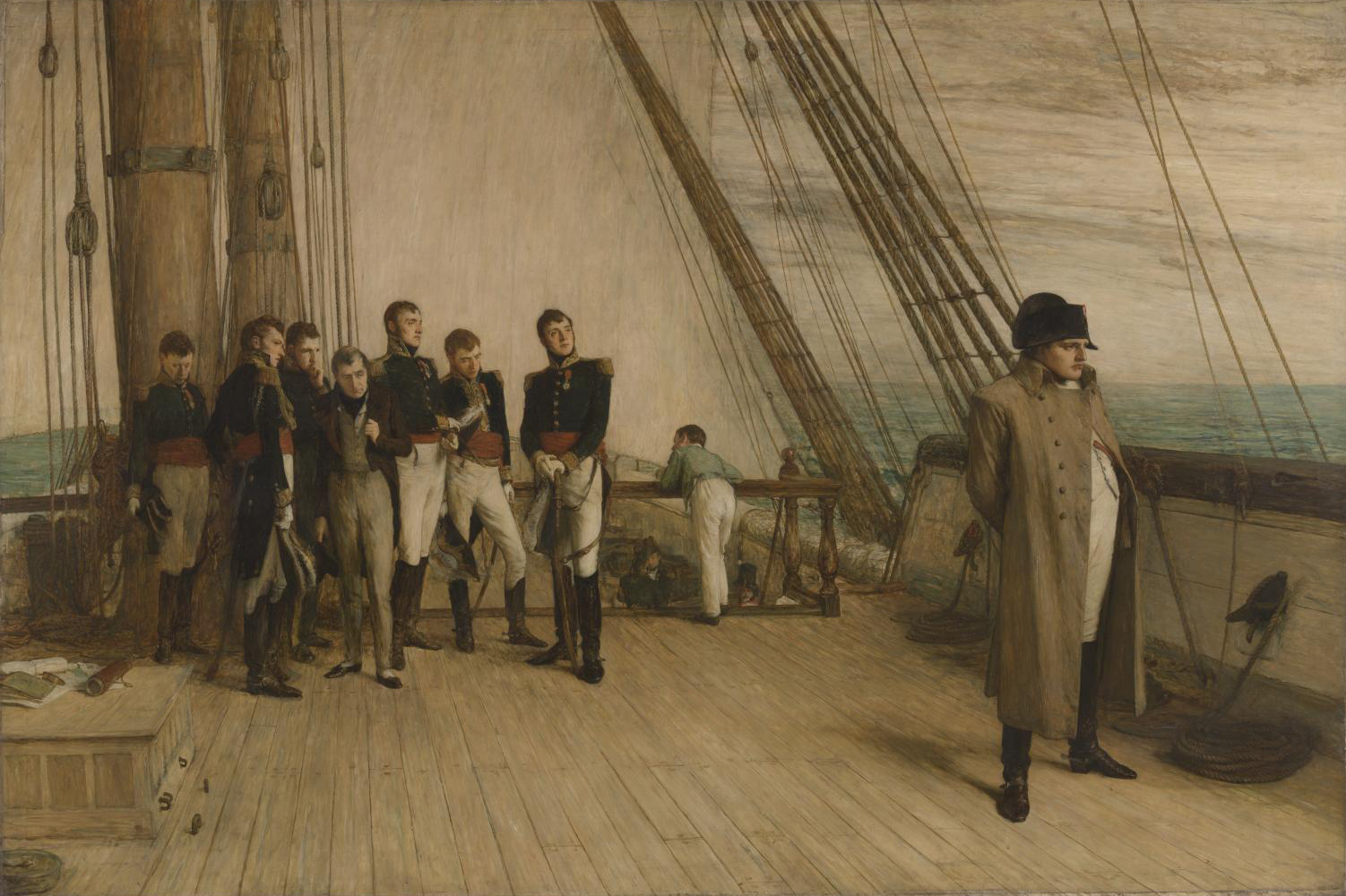
Napoleone a bordo del Bellerophon (1880), Tate Britain